# Jackson (Minnesota)
Jackson és una població dels Estats Units a l'estat de Minnesota. Segons el cens del 2000 tenia 3.501 habitants.

## Demografia
Segons el cens del 2000, Jackson tenia 3.501 habitants, 1.487 habitatges, i 887 famílies. La densitat de població era de 355,7 habitants per km².
Dels 1.487 habitatges en un 27,2% hi vivien nens de menys de 18 anys, en un 49% hi vivien parelles casades, en un 7,9% dones solteres, i en un 40,3% no eren unitats familiars. En el 36,3% dels habitatges hi vivien persones soles el 16,5% de les quals corresponia a persones de 65 anys o més que vivien soles. El nombre mitjà de persones vivint en cada habitatge era de 2,24 i el nombre mitjà de persones que vivien en cada família era de 2,93.
Per edats la població es repartia de la següent manera: un 23,3% tenia menys de 18 anys, un 9,5% entre 18 i 24, un 24,5% entre 25 i 44, un 20,5% de 45 a 60 i un 22,2% 65 anys o més.
L'edat mediana era de 40 anys. Per cada 100 dones de 18 o més anys hi havia 89,8 homes.
La renda mediana per habitatge era de 33.452 $ i la renda mediana per família de 42.553 $. Els homes tenien una renda mediana de 30.503 $ mentre que les dones 21.676 $. La renda per capita de la població era de 18.444 $. Entorn del 4,6% de les famílies i l'11,1% de la població estaven per davall del llindar de pobresa.

## Poblacions més properes
El següent diagrama mostra les poblacions més properes.